# Ренон (епископ Анжера)
Рено́н (Регино́н; фр. Rainon, Reginon; умер 1 декабря 905 или 906) — епископ Анжера (880/881—905/906).

## Биография
Сведения о происхождении Ренона содержатся в сочинении XII века «Деяния консулов Анжу». Согласно им, он был членом знатной семьи сеньоров Амбуаза, кроме этого города, владевшей и многими другими поместьями. Имя его родителей в исторических источниках не упоминается, но известно, что братом Ренона был архиепископ Тура Адалард, а племянницей — Аэлинда, жена виконта Орлеана и Анжера Ингельгера. Близким родственником братьев называют Гуго Аббата, одного из самых влиятельных лиц Западно-Франкского королевства этого времени.
Местом рождения Ренона считают Орлеан. С детства предназначенный для церковной жизни, он получил духовное образование в монастыре Сен-Мартен в Туре, где впоследствии стал одним из каноников. Когда в 878 году Аэлинда вышла замуж за Ингельгера, Ренон и Адалард передали зятю все свои личные владения, полученные ими от родителей, включая крепости Амбуаз, Бюзансе и Шатийон. По их просьбе король Людовик II Заика восстановил укрепления Амбуаза, разрушенные во время недавнего нападения норманнов.
После смерти 9 ноября 880 года епископа Анжера Додона, по ходатайству Гуго Аббата Ренон был назначен королём Людовиком III на вакантную кафедру. Интронизация нового епископа состоялась или в конце 880, или в начале 881 года.
В 886 году в Анжер, спасаясь от норманнов, вместе с многими бретонскими священниками бежал и епископ Нанта Ландран. Здесь он проживал за счёт средств, выделенных ему императором Карлом III Толстым, а в 889 году, после освобождения Нанта от викингов, возвратился обратно в Бретань.
В 887 году Ренон активно помогал своему брату Адаларду в возвращении из Осера в Тур мощей святого Мартина: вместе с епископом Орлеана Готье и епископом Ле-Мана Ламбертом он обратился за военной помощью к виконту Ингельгеру, а затем 13 декабря участвовал в торжественном возложении святых реликвий в базилике Сен-Мартен.
После смерти в 888 году императора Карла III Толстого Ренон был одним из тех представителей светской и церковной знати, кто поддержал вступление на престол Западно-Франкского королевства Эда. Вместе со своим братом Адалардом он присутствовал на коронации нового монарха, состоявшейся 29 февраля в Компьене.
Во время своего нахождения на кафедре Ренон получил для Анжерской епархии несколько поместий и различные привилегии. Сохранились хартии, данные по этому поводу императором Карлом III Толстым (886 год) и королём Эдом (888 и 895 годы). В сентябре 900 года Ренон участвовал в заседании ассамблеи, состоявшейся в аббатстве Сен-Мартен в Туре. Между 897 и 904 годами он получил от короля Бретани Алена I Великого находившийся около Анжера богатый монастырь Сен-Серж. С этого времени все главы Анжерской епархии, кроме сана епископа, носили ещё и сан аббатов Сен-Сержа.
В 905 году по поручению епископа Ренона диакон аббатства Сен-Мартен-де-Тур Аршанальд составил новое «Житие святого Мориля», жившего в V веке епископа Анжера. Кроме ряда ценных для историков документов, связанных как с Анжерской, так и с Турской епархиями, в это сочинение были включены и множество малодостоверных сведений, основанных на народных преданиях и легендах.
Сообщение о создании нового жития святого Мориля — это последнее свидетельство в исторических источниках, относящееся к епископу Ренону. Предполагается, что он умер вскоре после этого события, или ещё в 905, или в 906 году. Днём его смерти мартирологи называют 1 декабря. Долгое время считалось, что новым главой епархии был избран святой Луп, названный епископом Анжера в «Большой Турской хронике», однако сейчас это мнение историками опровергнуто. В настоящее время преемником Ренона на епископской кафедре считается Ротард, единственный раз упоминаемый в исторических источниках в 910 году.